# 警視庁フォートファイターズ
警視庁フォートファイターズ（けいしちょうフォートファイターズ）は、東京都を本拠地とする警視庁の男子バレーボールチームである。2023-24シーズンまでV.LEAGUE DIVISION3 MEN（V3男子）に所属していた。

## 概要
1972年4月、警視庁特科車両隊にて「隊員の士気高揚・チームワークの確立・都民に親しまれる警察官」を目指すという趣旨のもとで創部された。構成員は部長（特科車両隊隊長がそのまま務める。現在の部長は2024年2月20日より庄司博幸）から部員に至るまで全員が警察官である。1999年V1リーグ（Vリーグ2部）昇格。
愛称の「フォートファイターズ」は、バレーボーラーとしての所属選手たちの姿を「戦う砦」と捉えており、その姿から喩えて付けられている。
ホームゲームは東京都内の体育館で開催される。

## 歴史
1972年4月、警視庁特科車両隊にバレーボール部発足。実業団リーグ（Vリーグ2部）入りを目標とし、経験者や愛好者11名でスタートした。
1981年より始まった地域リーグに第1回から参加。第2回、第4回、第5回大会では東部リーグ2位に入るが、最終ランドで2位以内に入れず実業団リーグ昇格はならなかった。以降、しばらく東部リーグを勝ち抜けない時期が続く。1999年の第19回地域リーグで、東部リーグで1位となり14大会ぶりに最終ラウンド進出。最終ラウンドでも1位となり初優勝を果たす。入替戦でも勝利し、創部27年にして漸く悲願のV1リーグ（実業団リーグより改称）昇格を達成した。
V1リーグ初参戦となる1999/2000シーズンの第2回V1リーグでは7位となり入替戦出場となるが、連勝して残留。以降は勝率5割に近い成績を残す。2002年は東京都代表として国体に出場し、3位の成績を残した。2003/04シーズンの第6回V1リーグでも6勝6敗の5割だったもの、2位以下が混戦になったこともあり、セット率で2位となり初の準優勝となる。Vリーグ入替戦では東レアローズに連敗しVリーグ昇格とはならなかったが、2戦とも1セット奪う健闘は見せた。
2004/05シーズン以降もV1リーグ（2006/07シーズンよりV・チャレンジリーグに改称）で5割に近い成績を残していくが、2007/08V・チャレンジリーグでは13勝5敗の成績で2度目の準優勝を果たした。V・チャレンジマッチ（入替戦）ではNECブルーロケッツから1セットも取れずに連敗して昇格はならなかった。
2008/09V・チャレンジリーグでは、ファイナルリーグで7戦全敗を喫して8位となる。2009/10大会でも上位リーグ進出を逃し7位。
2010年、「フォートファイターズ」がチーム愛称となる。
以降は順位を上げ、2011/12シーズンでは4位、2012/13シーズンでは3位、2013/14シーズンでは念願の初優勝を果たした。
2018年、新生V.LEAGUEにて2部のDivision2（V2リーグ）に在籍することとなった。V.LEAGUEライセンスはS2を取得。
2020-21シーズン、新型コロナウイルス感染症流行の影響を考慮して、V2リーグ出場を辞退した。
2021-22シーズン、2シーズンぶりの出場となったV2で、10勝18敗（不戦勝1、不戦敗2を含む）の成績で12位となったため、V3降格が確定した。
2024年1月5日、V.LEAGUEは、警視庁が同年10月より開幕するジャパンバレーボールリーグ（JVL）の新リーグへの参入を見送ることを発表した。チームの事業化が困難で新リーグの意向に沿えないとの判断で見送りを決断した。競技活動は継続される。

## 成績

### 主な成績
V1リーグ / チャレンジリーグ、チャレンジリーグI、V.LEAGUE DIVISION2 MEN
- 優勝 1回（2013年度）
- 準優勝 2回（2003年度、2007年度）

チャレンジリーグII、V.LEAGUE DIVISION3 MEN
- 優勝 なし
- 準優勝 なし

黒鷲旗全日本選抜大会
- 優勝 なし
- 準優勝 なし

### 年度別成績

#### Vリーグ / 実業団リーグ・V1リーグ
| 所属     | 年度            | 最終 順位 | 参加 チーム数 | 試合 | 勝 | 敗 |
| -------- | --------------- | --------- | ------------- | ---- | -- | -- |
| V1リーグ | 第2回 (1999/00) | 7位       | 8チーム       | 14   | 4  | 10 |
| V1リーグ | 第3回 (2000/01) | 5位       | 8チーム       | 14   | 7  | 7  |
| V1リーグ | 第4回 (2001/02) | 5位       | 8チーム       | 14   | 8  | 6  |
| V1リーグ | 第5回 (2002/03) | 6位       | 8チーム       | 14   | 6  | 8  |
| V1リーグ | 第6回 (2003/04) | 準優勝    | 7チーム       | 12   | 6  | 6  |
| V1リーグ | 第7回 (2004/05) | 4位       | 8チーム       | 14   | 7  | 7  |
| V1リーグ | 第8回 (2005/06) | 5位       | 8チーム       | 14   | 7  | 7  |

#### V・プレミアリーグ / V・チャレンジリーグ
| 所属        | 年度    | 最終 順位 | 参加 チーム数 | レギュラーラウンド | レギュラーラウンド | レギュラーラウンド | レギュラーラウンド | ポストシーズン | ポストシーズン | ポストシーズン |
| 所属        | 年度    | 最終 順位 | 参加 チーム数 | 順位               | 試合               | 勝                 | 敗                 | 試合           | 勝             | 敗             |
| ----------- | ------- | --------- | ------------- | ------------------ | ------------------ | ------------------ | ------------------ | -------------- | -------------- | -------------- |
| チャレンジ  | 2006/07 | 6位       | 9チーム       | 6位                | 16                 | 7                  | 9                  | -              | -              | -              |
| チャレンジ  | 2007/08 | 準優勝    | 10チーム      | 2位                | 18                 | 13                 | 5                  | -              | -              | -              |
| チャレンジ  | 2008/09 | 8位       | 12チーム      | 6位                | 11                 | 7                  | 4                  | 7              | 0              | 7              |
| チャレンジ  | 2009/10 | 7位       | 11チーム      | 7位                | 10                 | 4                  | 6                  | 4              | 4              | 0              |
| チャレンジ  | 2010/11 | 6位       | 11チーム      | 6位                | 16                 | 6                  | 10                 | -              | -              | -              |
| チャレンジ  | 2011/12 | 4位       | 11チーム      | 5位                | 10                 | 6                  | 4                  | 5              | 2              | 3              |
| チャレンジ  | 2012/13 | 3位       | 11チーム      | 3位                | 20                 | 16                 | 4                  | -              | -              | -              |
| チャレンジ  | 2013/14 | 優勝      | 11チーム      | 1位                | 20                 | 18                 | 2                  | -              | -              | -              |
| チャレンジ  | 2014/15 | 3位       | 12チーム      | 3位                | 22                 | 18                 | 4                  | -              | -              | -              |
| チャレンジI | 2015/16 | 5位       | 8チーム       | 5位                | 21                 | 10                 | 11                 | -              | -              | -              |
| チャレンジI | 2016/17 | 7位       | 8チーム       | 7位                | 21                 | 6                  | 15                 | -              | -              | -              |
| チャレンジI | 2017/18 | 3位       | 8チーム       | 3位                | 21                 | 12                 | 9                  | -              | -              | -              |

#### V.LEAGUE
| 所属      | 年度    | 最終 順位 | 参加 チーム数 | レギュラーラウンド | レギュラーラウンド | レギュラーラウンド | レギュラーラウンド | ポストシーズン | ポストシーズン | ポストシーズン | 備考                     |
| 所属      | 年度    | 最終 順位 | 参加 チーム数 | 順位               | 試合               | 勝                 | 敗                 | 試合           | 勝             | 敗             | 備考                     |
| --------- | ------- | --------- | ------------- | ------------------ | ------------------ | ------------------ | ------------------ | -------------- | -------------- | -------------- | ------------------------ |
| DIVISION2 | 2018-19 | 3位       | 9チーム       | 3位                | 24                 | 17                 | 7                  | -              | -              | -              |                          |
| DIVISION2 | 2019-20 | 8位       | 12チーム      | 8位                | 21                 | 10                 | 11                 | -              | -              | -              |                          |
| DIVISION2 | 2020-21 | -         | 11チーム      | 出場辞退           | 出場辞退           | 出場辞退           | 出場辞退           | -              | -              | -              |                          |
| DIVISION2 | 2021-22 | 12位      | 15チーム      | 12位               | 28                 | 10                 | 18                 | -              | -              | -              | 不戦勝1、不戦敗2を含む。 |
| DIVISION3 | 2022-23 | 4位       | 10チーム      | 4位                | 27                 | 17                 | 10                 | -              | -              | -              |                          |
| DIVISION3 | 2023-24 | 6位       | 10チーム      | 6位                | 20                 | 11                 | 9                  | -              | -              | -              |                          |

## 選手・スタッフ(2023-24)

### 選手
| 背番号                                      | 名前       | シャツネーム | 生年月日（年齢）       | 身長 | 国籍 | Pos | 在籍年  | 前所属             | 備考           |
| ------------------------------------------- | ---------- | ------------ | ---------------------- | ---- | ---- | --- | ------- | ------------------ | -------------- |
| 1                                           | 薬師寺泰介 | YAKUSHIJI    | 1997年8月11日（27歳）  | 180  | 日本 | OP  | 2023年- | 青山学院大学       | 新入団         |
| 5                                           | 大野隆一   | OHNO         | 1993年4月14日（31歳）  | 187  | 日本 | MB  | 2017年- | 駒澤大学           |                |
| 7                                           | 齋藤浩貴   | SAITO        | 1997年5月4日（27歳）   | 178  | 日本 | OH  | 2021年- | 駒澤大学           |                |
| 8                                           | 小山晟治   | KOYAMA       | 1997年6月2日（27歳）   | 184  | 日本 | OP  | 2021年- | 大東文化大学       |                |
| 10                                          | 岸和輝     | KISHI        | 1998年4月24日（26歳）  | 190  | 日本 | MB  | 2023年- | 亜細亜大学         | 新入団         |
| 11                                          | 平原隆也   | HIRABARU     | 1996年3月7日（29歳）   | 180  | 日本 | OH  | 2019年- | 専修大学           |                |
| 14                                          | 中道元貴   | NAKAMICHI    | 1987年1月2日（38歳）   | 175  | 日本 | OH  | 2009年- | 中京大学           | コーチ兼任     |
| 16                                          | 金子優海   | KANEKO       | 1998年4月29日（26歳）  | 174  | 日本 | S   | 2018年- | 神奈川県立弥栄高校 |                |
| 17                                          | 細沼竜稀   | HOSONUMA     | 1995年12月21日（29歳） | 176  | 日本 | OH  | 2020年- | 大東文化大学       |                |
| 18                                          | 吉澤玄祐   | YOSHIZAWA    | 1994年4月27日（30歳）  | 177  | 日本 | L   | 2019年- | 専修大学           | キャプテン     |
| 20                                          | 中澤和也   | NAKAZAWA     | 1994年12月27日（30歳） | 180  | 日本 | S   | 2019年- | 東邦大学           |                |
| 22                                          | 阿部翼     | ABE          | 1993年12月17日（31歳） | 184  | 日本 | MB  | 2017年- | 大東文化大学       |                |
| 23                                          | 井野明日翔 | INO          | 1997年6月22日（27歳）  | 175  | 日本 | S   | 2021年- | 国士舘大学         |                |
| 25                                          | 松原史典   | MATSUBARA    | 1996年9月16日（28歳）  | 172  | 日本 | OH  | 2020年- | 順天堂大学         | アナリスト兼任 |
| 26                                          | 米山恵介   | YONEYAMA     | 1996年8月24日（28歳）  | 186  | 日本 | MB  | 2020年- | 拓殖大学           |                |
| 出典：Vリーグ公式サイト 更新：2023年12月5日 |            |              |                        |      |      |     |         |                    |                |

### スタッフ
| 役職                                        | 名前       | 備考                          |
| ------------------------------------------- | ---------- | ----------------------------- |
| 部長                                        | 宮川伸一郎 | 2024年2月20日V.LEAGUE登録抹消 |
| 部長                                        | 庄司博幸   | 2024年2月20日V.LEAGUE登録     |
| 副部長                                      | 吉川春紀   |                               |
| 副部長                                      | 山田龍徳   | 新任                          |
| 監督                                        | 加藤啓     | 役職変更                      |
| コーチ                                      | 平林康裕   | 役職変更                      |
| コーチ                                      | 石川俊輔   |                               |
| 選手兼コーチ                                | 中道元貴   |                               |
| 選手兼アナリスト                            | 松原史典   |                               |
| トレーナー                                  | 梶尾安正   |                               |
| トレーナー                                  | 森田大樹   |                               |
| トレーナー                                  | 斎藤柊     |                               |
| チームドクター                              | 飯塚康博   |                               |
| 事務局長                                    | 和泉誠     | 新任                          |
| 事務局                                      | 冨岡正史   |                               |
| 出典：Vリーグ公式サイト 更新：2024年2月21日 |            |                               |